# Giziewiczka
Giziewiczka – osada leśna wsi Skuszew w Polsce, położona w województwie mazowieckim, w powiecie wyszkowskim, w gminie Wyszków.
W latach 1975–1998 Giziewiczka administracyjnie należała do województwa ostrołęckiego.